# Polski Atlas Etnograficzny
Polski Atlas Etnograficzny – atlas etnograficzny obejmujący zasięgiem cały obszar Polski w granicach po 1945.
Specyfiką Atlasu jest prezentowanie w nim przede wszystkim informacji pochodzących z przeprowadzanych na jego potrzeby badań terenowych.

## Historia
Początki prac nad atlasem sięgają okresu międzywojennego i prac Kazimierza Moszyńskiego nad Atlasem kultury ludowej w Polsce. Po wojnie przejęło je Towarzystwo Ludoznawcze. W III 1947 r. w Krakowie odbyła się konferencja z udziałem polskich etnografów i przedstawicieli nauk pokrewnych, na której zatwierdzono plan Atlasu. W latach 1948–1952 prace nad atlasem prowadzone były we współpracy z Uniwersytetem Marii Skłodowskiej-Curie w Lublinie, a w latach 1952–1953 z Uniwersytetem Poznańskim. W 1953 r. prace zostały przejęte przez Instytut Historii Materialnej Polskiej Akademii Nauk (najpierw w ramach Uniwersytetu Poznańskiego, a po przeprowadzce Józefa Gajka do Wrocławia - na Uniwersytecie Wrocławskim).
Pierwszym redaktorem naczelnym atlasu był Józef Gajek, pełniąc tę funkcję również po przejściu na emeryturę w 1972. Wówczas kierownikiem zespołu został Janusz Bohdanowicz, który po śmierci Gajka został także redaktorem naczelnym (od 1988 r.). W 1998 funkcję tę przejął Zygmunt Kłodnicki. W 2020 roku redaktorką naczelną "Komentarzy do Polskiego Atlasu Etnograficznego" została Anna Drożdż. Formalnym opiekunem zbiorów atlasowych od 2017 roku jest Agnieszka Pieńczak.
Po powodzi w 1997 r. archiwum atlasu mieści się w Cieszynie, w Filii Uniwersytetu Śląskiego  - obecnie jest to Instytut Nauk o Kulturze UŚ (dawniej: Instytut Etnologii i Antropologii Kulturowej) na Wydziale Sztuki i Nauk o Edukacji.  

## Materiały źródłowe
Zgodnie z ustaleniami konferencji z 1955 r. oraz wytycznymi Komisji do spraw PAE, podstawę źródłową Atlasu stanowiły materiały z badań terenowych zbieranych przez wykwalifikowanych etnografów, materiały z ankiet wypełnianych przez korespondentów terenowych oraz materiały z literatury i archiwów.

## Sieć badań
Cechą odróżniającą Polski Atlas Etnograficzny od większości europejskich atlasów tego rodzaju jest oparcie się na stałej sieci miejscowości. Sieć ta, złożona z 338 wsi, została określona w latach 1953-1954 (na podstawie reprezentatywnego stanu rozwoju kulturalnego wsi oraz ich równomiernego rozmieszczenia). Niektóre z nich zostały w późniejszych latach zamienione na miejscowości znajdujące się w bliskim sąsiedztwie.
Obok stałej sieci wykorzystywano sieć zapasową, zawierającą wsi bezpośrednio sąsiadujące ze stałymi punktami, przeznaczoną do prowadzenia badań uzupełniających.

## Publikacje
Początkowo zakładano, że obok opracowań kartograficznych równolegle ukazywać będą się tomy komentarzy. Ze względu na ograniczenia kadrowe i finansowe oraz szybką modernizację wsi zdecydowano się na skupienie się na części kartograficznej.Od roku 1956 do 1981 opublikowano 6 zeszytów Atlasu (bez wydanego w 1958 r. zeszytu próbnego) z 9 przygotowanych do publikacji. Od 1993 do 2013 roku wydawane kolejne tomy ogólnopolskiej serii "Komentarze do Polskiego Atlasu Etnograficznego" (pierwsze pięć tomów opublikowało Polskie Towarzystwo Ludoznawcze, kolejne - również Uniwersytet Śląski w Katowicach). Do tej pory wydano 13 woluminów serii; w planie są kolejne poświęcone między innymi pożywieniu ludowemu w obecnym województwie śląskim 
Ze względu na brak środków, 1986 r. Komitet Redakcyjny Atlasu podjął decyzję o publikowaniu opracowań tekstowych zamiast opracowań kartograficznych. Tzw. Komentarze do Polskiego Atlasu Etnograficznego  wydawane są od 1993 r. przez Polskie Towarzystwo Ludoznawcze.